# Gålö Gärsar hembygdsmuseum

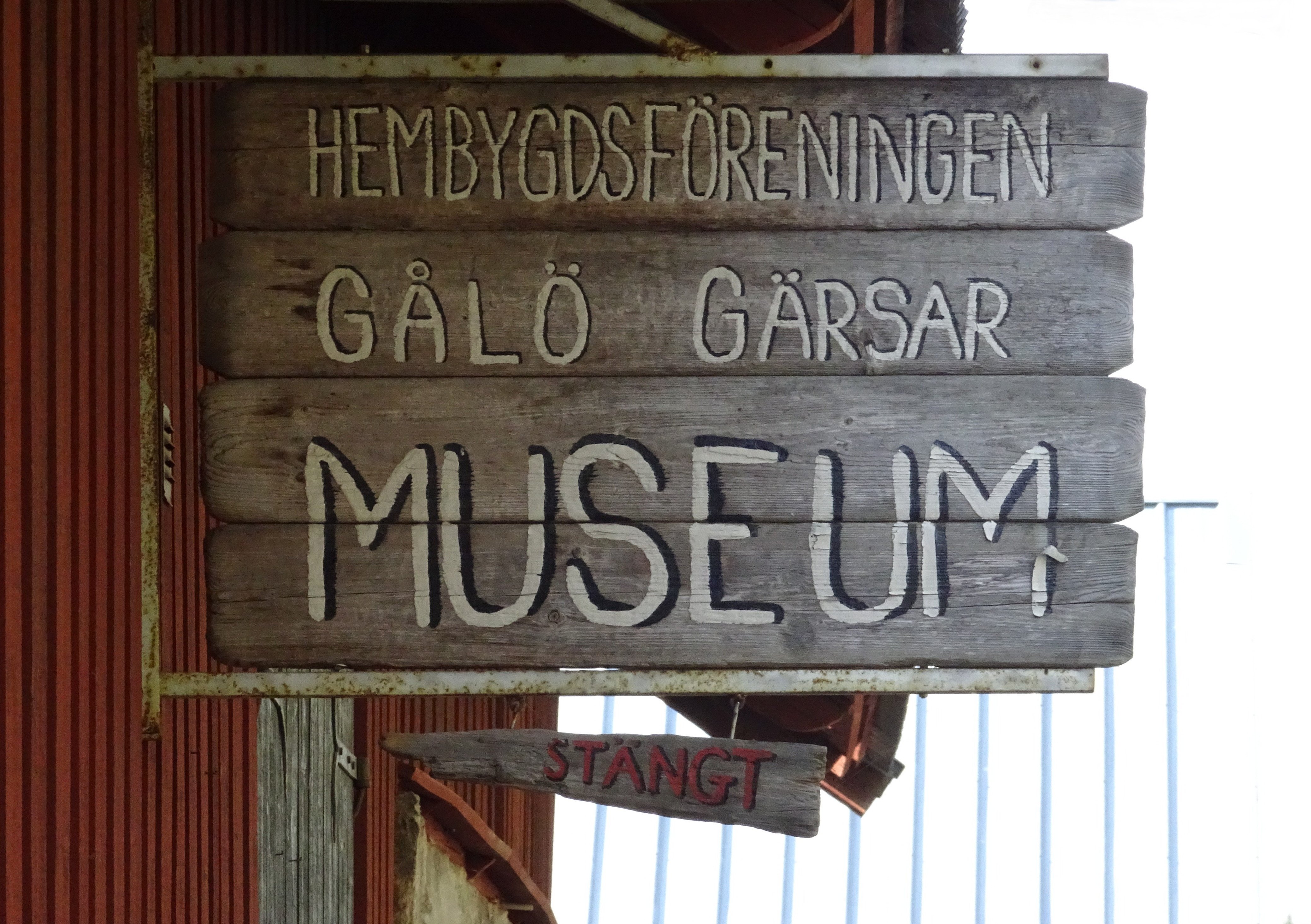
Museets skylt

Gålö Gärsar hembygdsmuseum ligger i gamla Morarnas gård på Gålö i Haninge kommun, Stockholms län. 

## Historik

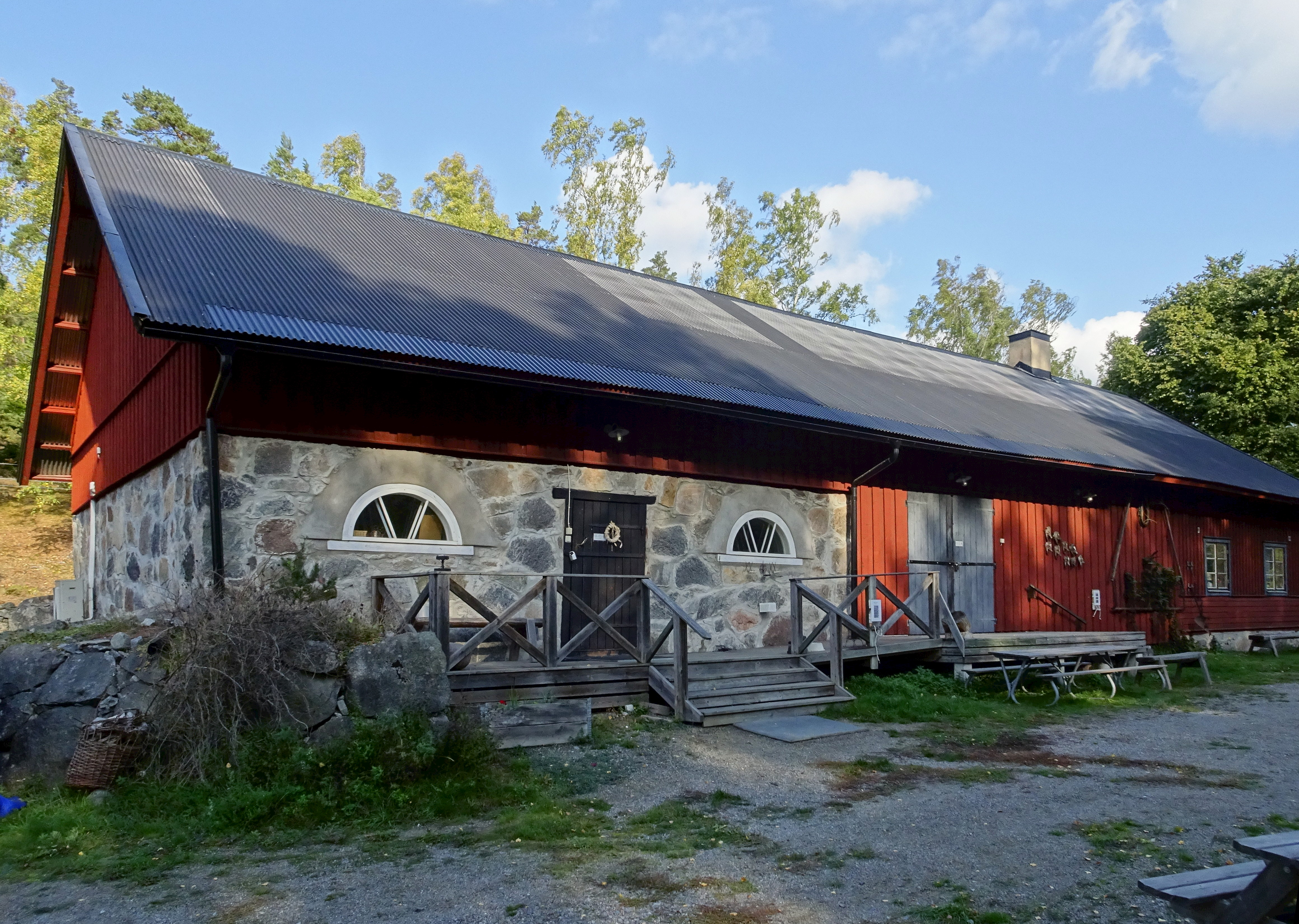
Museibyggnaden, Morarnas gård

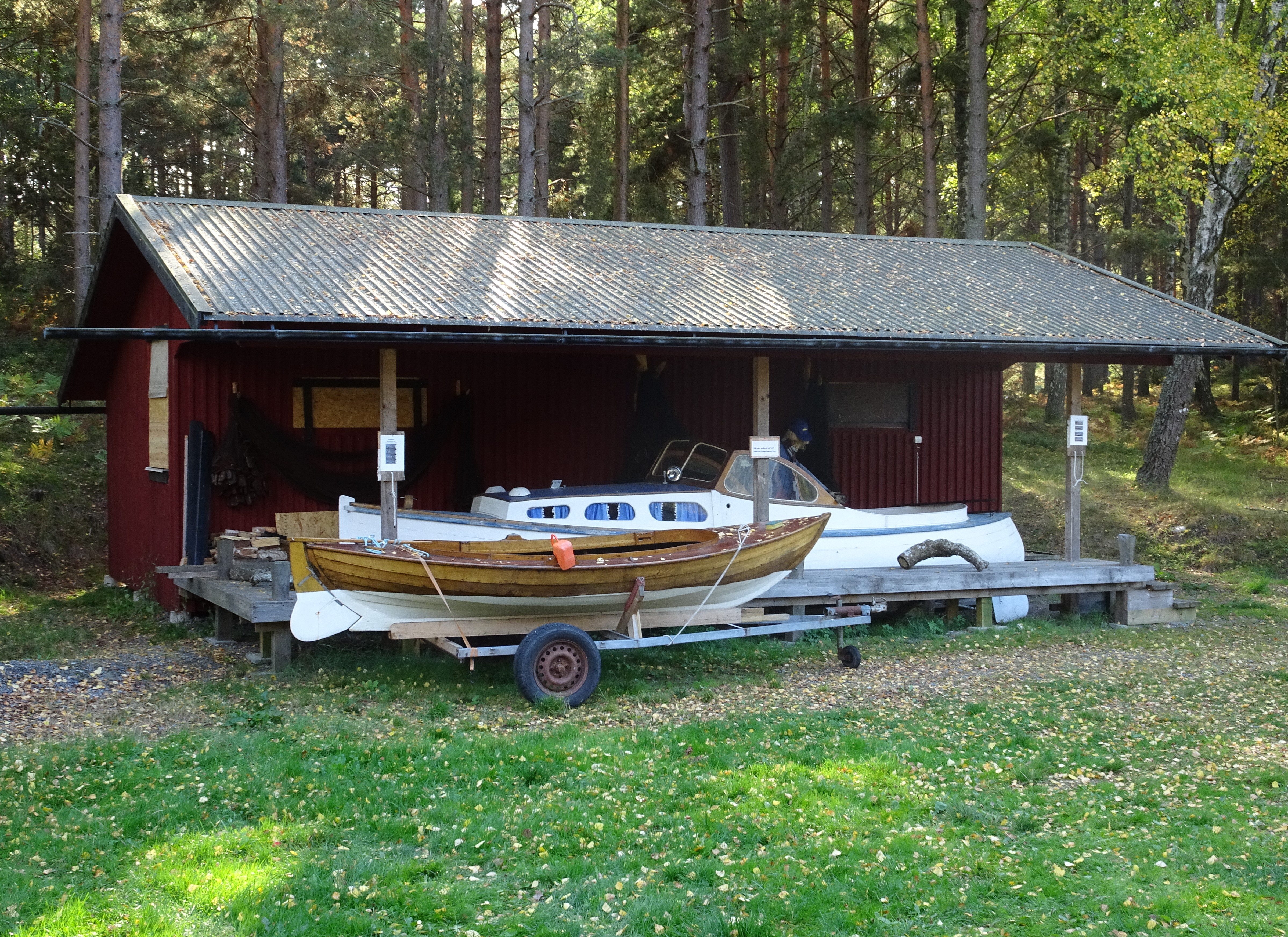
Båthuset

Namnet Gålö Gärsar syftar på fisken gärs och att ungdomarna på Gålö kallades i gamla tider för Gärsar i motsats till fastlandsungdomarna som kallades Kråkor. Gålö Gärsar hembygdsmuseum bildades 1984 och 2004 fick museet egna lokaler i Morarnas gård. 
Gården var en av fem liknande arrendegårdar på Gålö som uppfördes på 1860-talet när ”Prins Carls uppfostringsinrättning för fattiga barn” flyttade sin verksamhet från Södermalm i Stockholm till Gålö. Arrendatorn på Morarna tog emot fosterbarn från Prins Carls inrättning, ibland bestod hushållet av 12 personer. Gårdens konstruktion är typisk för Gålö från den tiden där bostaden, ladan och stallet är sammanbyggda. Stalldelen är uppfört av sten medan bostadsdelen och ladan är byggda av timmer.

## Verksamhet
Gålö Gärsar hembygdsmuseum hyr Morarnas gård av Skärgårdsstiftelsen. Byggnaden inrymmer den gamla stalldelen, som är ombyggt till klubblokal, ladan som används till museum samt en bostadsdel som även den är en del av museet. Vid museibyggnaden finns båthus, skomakeri och snickarbod. Här försöker man återskapa levnadsförhållanden på Morarna för 100 år sedan. Syftet med hembygdsmuseet är bland annat att hålla Gålös historia levande samt att skapa god kontakt mellan de boende på ön. Museet är öppet på söndagar under sommartid.